# Dustin Stoltzfus
Dustin Stoltzfus (Lancaster, Pensilvania, Estados Unidos, 15 de noviembre de 1991) es un artista marcial mixto estadounidense que compite en la división de peso medio de Ultimate Fighting Championship.

## Primeros años
Creció en la comunidad neerlandesa de Pensilvania, a las afueras de Ronks (Pensilvania), de padres ex amish. Se inició en la lucha colegial cuando era niño, y luego pasó a practicar Tangsudo, Kung Fu y otras artes marciales. Después de graduarse en la Escuela Secundaria Lampeter-Strasburg, asistió a la Universidad Estatal de Middle Tennessee, donde también conoció el jiu-jitsu brasileño. Se licenció en lenguas extranjeras y economía, y posteriormente se trasladó a Alemania -donde ya había estudiado en el extranjero- en 2014. En Alemania asistió a la Universidad Johannes Gutenberg de Maguncia, donde se graduó con una maestría en traducción.

## Carrera en las artes marciales mixtas

### Inicios
Luchó una vez como amateur en 2012, perdiendo por decisión.
Dos años después, comenzó a competir como profesional en el circuito regional centroeuropeo. Consiguió un récord de 12-1 y se proclamó campeón del peso medio de la FFA y lo defendió dos veces.

### Dana White's Contender Series
Fue entonces invitado a enfrentarse a Joseph Pyfer en el Dana White's Contender Series 28 el 11 de agosto de 2020. Ganó el combate por TKO en el primer asalto y obtuvo un contrato con la UFC.

### Ultimate Fighting Championship
Debutó en la UFC contra Kyle Daukaus el 21 de noviembre de 2020 en UFC 255. Perdió el combate por decisión unánime.
Stoltzfus enfrentó a Rodolfo Vieira el 17 de julio de 2021 en UFC on ESPN: Makhachev vs. Moisés. Perdió el combate por sumisión en el tercer asalto.
Se esperaba que Stoltzfus se enfrentara a Anthony Hernandez el 18 de diciembre de 2021 en UFC Fight Night: Lewis vs. Daukaus. Sin embargo, Hernandez se retiró del evento por razones no reveladas y fue sustituido por Caio Borralho. A su vez, Borralho y el oponente de Gerald Meerschaert, Abusupiyan Magomedov, se vieron obligados a retirarse del combate por problemas de visa, por lo que la UFC emparejó a Meerschaert y Stoltzfus para el evento. Perdió el combate por sumisión en el tercer asalto.
Stoltzfus enfrentó a Dwight Grant el 16 de julio de 2022 en UFC on ABC: Ortega vs. Rodríguez. Ganó el combate por decisión unánime.
Stoltzfus enfrentó a faced Abus Magomedov el 3 de septiembre de 2022 en UFC Fight Night: Gane vs. Tuivasa. Perdió el combate por nocaut en 19 segundos del primer asalto.
Stoltzfuss enfrentó a Punahele Soriano el 2 de diciembre de 2023 en UFC por ESPN 52. Ganó la pelea mediante sumisión en el segundo asalto. Esta pelea lo hizo merecedor de su primer premio a la Actuación de la Noche.
Stoltzfuss enfrentó a Brunno Ferreira el 8 de junio de 2024 en UFC on ESPN 57. Perdió la pelea por nocaut técnico mediante un codazo giratorio en el primer asalto.
Stoltzfuss se enfrentó a Marc-André Barriault el 2 de noviembre de 2024 en UFC Fight Night 246. Ganó la pelea por nocaut en el primer asalto. Esta pelea le valió otro premio a la Actuación de la Noche.

## Campeonatos y logros
- Ultimate Fighting Championship
  - Actuación de la Noche (una vez) vs. Punahele Soriano[22]
- We Love MMA
  - Campeonato de Peso Medio de FFA (una vez; ex)
    - Dos defensas exitosas del título

## Récord en artes marciales mixtas
| Resultado | Récord | Oponente           | Método                                 | Evento                             | Fecha                   | Ronda | Tiempo | Localización          | Notas                                        |
| --------- | ------ | ------------------ | -------------------------------------- | ---------------------------------- | ----------------------- | ----- | ------ | --------------------- | -------------------------------------------- |
| Derrota   | 15-6   | Brunno Ferreira    | TKO (codazo giratorio)                 | UFC on ESPN: Cannonier vs. Imavov  | 8 de junio de 2024      | 1     | 4:51   | Louisville, Kentucky  |                                              |
| Victoria  | 15-5   | Punahele Soriano   | Sumisión (rear-naked choke)            | UFC on ESPN: Dariush vs. Tsarukyan | 2 de diciembre de 2023  | 2     | 4:10   | Austin, Texas         | Actuación de la Noche.                       |
| Derrota   | 14-5   | Abus Magomedov     | KO (patada frontal y puñetazos)        | UFC Fight Night: Gane vs. Tuivasa  | 3 de septiembre de 2022 | 1     | 0:19   | París                 |                                              |
| Victoria  | 14-4   | Dwight Grant       | Decisión (unánime)                     | UFC on ABC: Ortega vs. Rodríguez   | 16 de julio de 2022     | 3     | 5:00   | Elmont, Nueva York    |                                              |
| Derrota   | 13-4   | Gerald Meerschaert | Sumisión (estrangulamiento por detrás) | UFC Fight Night: Lewis vs. Daukaus | 18 de diciembre de 2021 | 3     | 2:59   | Las Vegas, Nevada     |                                              |
| Derrota   | 13-3   | Rodolfo Vieira     | Sumisión (estrangulamiento por detrás) | UFC on ESPN: Makhachev vs. Moisés  | 17 de julio de 2021     | 3     | 1:54   | Las Vegas, Nevada     |                                              |
| Derrota   | 13-2   | Kyle Daukaus       | Decisión (unánime)                     | UFC 255                            | 21 de noviembre de 2020 | 3     | 5:00   | Las Vegas, Nevada     |                                              |
| Victoria  | 13-1   | Joseph Pyfer       | TKO (lesión en el codo)                | Dana White's Contender Series 28   | 11 de agosto de 2020    | 1     | 4:21   | Las Vegas, Nevada     |                                              |
| Victoria  | 12-1   | Nihad Nasufovic    | Sumisión (tornado)                     | German MMA Championship 23         | 9 de noviembre de 2019  | 3     | 3:33   | Oberhausen            |                                              |
| Victoria  | 11-1   | Jonas Billstein    | KO (puñetazos)                         | German MMA Championship 20         | 29 de junio de 2019     | 2     | 1:39   | Berlín                |                                              |
| Victoria  | 10-1   | Filip Zadruzynski  | Sumisión (guillotina)                  | We Love MMA 44                     | 8 de diciembre de 2018  | 1     | 2:21   | Berlín                | Defendió el Campeonato de Peso Medio de FFA. |
| Victoria  | 9-1    | Roman Kapranov     | Sumisión (estrangulamiento por detrás) | We Love MMA 39                     | 7 de abril de 2018      | 1     | 2:37   | Ludwigshafen am Rhein | Defendió el Campeonato de Peso Medio de FFA. |
| Victoria  | 8-1    | Selim Agaev        | Decisión (unánime )                    | Fair FC 7                          | 7 de octubre de 2017    | 3     | 5:00   | Bochum                |                                              |
| Victoria  | 7-1    | Mario Wittmann     | Sumisión (estrangulamiento por detrás) | We Love MMA 30                     | 22 de abril de 2017     | 1     | 4:36   | Ludwigshafen am Rhein | Ganó el Campeonato de Peso Medio de FFA.     |
| Victoria  | 6-1    | David Moscatelli   | Decisión (unánime)                     | We Love MMA 26                     | 26 de noviembre de 2016 | 3     | 5:00   | Basilea               |                                              |
| Victoria  | 5-1    | Eugen Weber        | Sumisión (barra de rodilla)            | We Love MMA 17                     | 28 de noviembre de 2015 | 1     | 1:45   | Stuttgart             |                                              |
| Victoria  | 4-1    | Arda Adas          | Descalificación                        | We Love MMA 15                     | 4de julio de 2015       | 2     | N/A    | Berlín                |                                              |
| Derrota   | 3-1    | Christian Skorzik  | Decisión (unánime)                     | Fair FC 3                          | 28 de marzo de 2015     | 3     | 5:00   | Herne                 | Combate de peso semipesado.                  |
| Victoria  | 3-0    | Abu Dzhamaldaev    | Decisión (unánime )                    | Age of Cage 4                      | 30 de enero de 2015     | 3     | 5:00   | Stuttgart             | Debut en el peso medio.                      |
| Victoria  | 2-0    | Rasul Alautdinov   | Decisión (unánime)                     | We Love MMA 11                     | 20 de diciembre de 2014 | 2     | 5:00   | Berlín                |                                              |
| Victoria  | 1-0    | Kiril Kolomeitsev  | Decisión (dividida)                    | We Love MMA 10                     | 8 de noviembre de 2014  | 2     | 5:00   | Stuttgart             | Debut en el peso semipesado.                 |